# Choerodon sugillatum
Choerodon sugillatum es una especie de peces de la familia Labridae en el orden de los Perciformes.

## Morfología
Los machos pueden llegar alcanzar los 24 cm de longitud total.

## Distribución geográfica
Se encuentra al norte de Australia.